# Emilia Pessoa
Emilia Pessoa (Caucaia),  é uma política brasileira, filiada ao PSDB. 
Nas eleições de 2022, foi eleita deputada estadual pela CE.